# Oetinghausen
Oetinghausen ist ein Ortsteil der im Nordosten Nordrhein-Westfalens gelegenen Gemeinde Hiddenhausen. Bis zur Gebietsreform 1969 hatte es eine eigene Gemeinde gebildet. Der Ortsteil hat 4073 Einwohner und setzt sich aus den Ortschaften Oetinghausen, Oetinghauser Heide und Arode zusammen.
Oetinghausen verfügt über eine Grundschule, eine Evangelisch-lutherische Kirche, eine Apotheke, ein Reisebüro, einen Supermarkt und weitere Läden.

Im Osten grenzt das Naturschutzgebiet Füllenbruch an.

## Geschichte
Vom Mittelalter bis zur Franzosenzeit gehörte die Bauerschaft Oetinghausen zur Vogtei Enger im Amt Sparrenberg der Grafschaft Ravensberg. Von 1807 bis 1813 gehörte Oetinghausen zum Kanton Bünde, der von 1807 bis 1810 zum Königreich Westphalen und von 1811 bis 1813 zum Kaiserreich Frankreich gehörte. 1816 kam Oetinghausen zum Kreis Bünde, der 1832 im Kreis Herford aufging. Im Kreis Herford bildete Oetinghausen eine Gemeinde im Amt Herford-Hiddenhausen. 
Am 1. Januar 1969 wurde der Ort durch das Herford-Gesetz nach Hiddenhausen eingemeindet.

## Söhne und Töchter der Gemeinde
- August Rieke (* 1935), Bahnradsportler
- Gerd Stüwe (* 1948), Sozialwissenschaftler und Hochschullehrer